# سکس، مواد، راک اند رول (فیلم)
سکس، مواد، راک اند رول (انگلیسی: Sex, Drugs, Rock & Roll) فیلمی به کارگردانی جان مک‌ناتن است که در سال ۱۹۹۱ منتشر شد.